# Efraín Munguía
Efraín Munguía (* 12. Dezember 1965 in Mexiko-Stadt), auch bekannt unter dem Spitznamen Fanny, ist ein ehemaliger mexikanischer Fußballspieler, der vorwiegend im Mittelfeld agierte.

## Leben
Munguía stand von 1984 bis 1991 beim Club América unter Vertrag, mit dem er viermal mexikanischer Meister wurde. Darüber hinaus gewann er mit den Aguilas je zweimal den mexikanischen Supercup und den CONCACAF Champions Cup.

## Erfolge
- Mexikanischer Meister: 1984/85, Prode 85, 1987/88, 1988/89
- Mexikanischer Supercup: 1988, 1989
- CONCACAF Champions Cup: 1987, 1990